# 人民社会党 (古巴)
人民社会党（西班牙語：Partido Socialista Popular，缩写为PSP）是古巴历史上的一个共产主义政党，成立于1925年，建党时取名为古巴共产党。创始人包括布拉斯·罗加、埃尼巴尔·埃斯卡兰特、法比奥·格罗巴特、阿方索·贝尔纳尔和胡利奥·安东尼奥·梅利亚，梅利亚在1929年遇刺前担任该党领导人。1940年，与革命联盟合并，改名为共产主义革命联盟。1944年，受白劳德主义影响，且出于选举需要，改名为人民社会党。1952年，被富尔亨西奥·巴蒂斯塔军事独裁政权宣布为非法。该党长期出版《今日报》，1950年被取缔。

## 历史
人民社会党于1925年8月16日在苏联帮助下成立，建党时取名为古巴共产党，旋即加入共产国际，直到1943年共产国际解散。
1940年，该党与革命联盟合并，改名为共产主义革命联盟。1940年—1944年，该党支持当时对劳工法与工会活动持积极态度的富尔亨西奥·巴蒂斯塔政府，以及他在二战期间的亲美立场，党的两位领导人胡安·马里内略和卡洛斯·拉斐尔·罗德里格斯先后在巴蒂斯塔内阁中任不管部长。 1944年，在美国共产党的白劳德路线的影响下，该党改名为人民社会党，并与古巴人民党（正统党人）结盟参与1944年大选。总统选举中，该党推出的候选人卡洛斯·萨拉德里加斯·萨亚斯赢得44.61%的选票，位列第二，同时赢得众议院的四个席位。1946年选举中，人民社会党赢得众议院的五个席位。
1948年大选，该党推出胡安·马里内略参选总统，在各候选人中名列第四；该党在众议院选举中赢得了五个席位，在1950年选举中丢失一席，余留四席。 1950年，卡洛斯·普里奥·索卡拉斯的政府取缔了该党的日报《今日报》，1952年政变后，党组织亦被巴蒂斯塔军政府取缔。
古巴革命期间，该党曾与菲德尔·卡斯特罗的七二六运动合作，但后来批评其武装斗争政策，主张以和平方式表达异见；1958年中转向支持武装斗争，并组织游击队与政府军交战；人民社会党对古巴革命的定义为一场“资产阶级民族民主革命”，领导阶级是“小资产阶级激进派”。革命胜利后，1961年7月26日，该党加入政党联盟统一革命组织。1962年3月26日，统一革命组织改组为单一政党古巴社会主义革命统一党，人民社会党解散。

## 选举情况

### 总统
| 选举 | 參選人                     | 得票    | %      | 结果 |
| ---- | -------------------------- | ------- | ------ | ---- |
| 1940 | 支持富尔亨西奥·巴蒂斯塔    | 805,125 | 56.64% | 当选 |
| 1944 | 卡洛斯·萨拉德里加斯·萨亚斯 | 839,220 | 44.61% | 败选 |
| 1948 | 胡安·马里内略              | 142,972 | 7.20%  | 败选 |

### 参议院
| 选举 | 总书记      | 席位   | +/– |
| ---- | ----------- | ------ | --- |
| 1940 | 布拉斯·罗加 | 0 / 36 |     |
| 1944 | 布拉斯·罗加 | 3 / 54 | ▲ 3 |

### 众议院
| 选举 | 总书记      | 席位     | +/–  |
| ---- | ----------- | -------- | ---- |
| 1940 | 布拉斯·罗加 | 10 / 156 | ▲ 10 |
| 1942 | 布拉斯·罗加 | 3 / 57   | ▼ 7  |
| 1944 | 布拉斯·罗加 | 4 / 70   | ▲ 1  |
| 1946 | 布拉斯·罗加 | 5 / 66   | ▲ 1  |
| 1948 | 布拉斯·罗加 | 5 / 70   | ━    |
| 1950 | 布拉斯·罗加 | 4 / 70   | ▼ 1  |

### 引用
1. ↑  Jeifets & Jeifets 2017，第97頁.
2. ↑  Hoy, 1940-07-13.
3. ↑  Nohlen 2005，第203頁.
4. ↑  祝文驰, 毛相麟 & 李克明 2002，第121頁.
5. 1 2  Nohlen 2005，第211頁.
6. ↑  Manke 2015，第240頁.
7. ↑  祝文驰, 毛相麟 & 李克明 2002，第157頁.
8. ↑  中央党校 1987，第323 - 324頁.
9. ↑  祝文驰, 毛相麟 & 李克明 2002，第159頁.
10. ↑  Dominguez & Prevost 2008，第44頁.
11. ↑  中央党校 1987，第325頁.
12. ↑  祝文驰, 毛相麟 & 李克明 2002，第163頁.

#### 图书
- Dominguez, Esteban Morales; Prevost, Gary. . Lexington Books. 2008-03-07  [2022-12-29]. ISBN 978-1-4616-3463-8. （原始内容存档于2022-12-29） （英语）.
- Hudson, Rex A. . Federal Research Division, Library of Congress. 2002  [2022-12-29]. ISBN 978-0-8444-1045-6. （原始内容存档于2022-12-29）.
- Manke, Albert. . . Transcript Verlag. 2015: 237–252  [2022-12-29]. ISBN 9783837630138. JSTOR j.ctv1xxstw.20. doi:10.14361/9783839430132-018. （原始内容存档于2022-12-29）.
- Dieter Nohlen. . New York. 2005. ISBN 978-0-19-928357-6.
- 中共中央党校科学社会主义教研室; 本书编写组. . 中共中央党校出版社. 1987. ISBN 7-5035-0053-0 （中文）.
- 祝文驰; 毛相麟; 李克明. . 当代世界出版社. 2002. ISBN 7-80115-520-3 （中文）.

#### 期刊
- Carr, Barry. . The Hispanic American Historical Review. 1998, 78 (1): 83–116  [2022-12-29]. ISSN 0018-2168. JSTOR 2517379. doi:10.2307/2517379. （原始内容存档于2022-12-29）.
- Jeifets, Víctor; Jeifets, Lazar. . Historia Crítica. 2017-04, (64): 81–100. doi:10.7440/histcrit64.2017.05 （西班牙语）.